# Мартенски закони
Мартенските закони уреждат конституционното положение на Унгария в рамките на Австрийската империя по време на революцията от 1848 година. Изработени са от унгарските депутати през март и са утвърдени от император Фердинанд на 11 април същата година (поради което са известни и като Априлски закони, на унгарски: Áprilisi törvények).
С Мартенските закони се полагат правните основи на унгарска конституционна монархия със собствени бюджет, администрация, съдилища, въоръжени сили и правителство, което е отговорно пред унгарския парламент и има пълна свобода във вътрешните дела. Държавен глава е австрийският император, който носи и титлата унгарски крал. Въведено е ново по-либерално избирателно право, но имущественият ценз и забраната за жените ограничават броя на избирателите до ¼ от мъжкото население. Поземлената аристокрация губи данъчните си привилегии, както и изключителните си права върху земята и обработващите я селяни. Аграрната реформа, също както избирателната, е ограничена. Около 60 на сто от освободените крепостни селяни остават или без никаква земя, или с твърде малко, за да бъдат стопанствата им жизненоспособни.
Мартенските закони престават да действат след военния разгром на Унгарската революция през 1849 година. Унгария получава пълна вътрешна автономия 18 години по-късно, с така наречения „Аусглайх“.